# Monitorización de servidores de Internet
La monitorización de servidores de Internet consiste en la vigilancia de todos los servicios activos que una máquina ofrece por Internet. Los servicios pueden ser: web, correo electrónico, mensajería instantánea, etc. 
La monitorización puede ser tanto interna como externa. En el caso de la interna, la vigilancia se realiza desde la misma red donde está instalado el servidor. Cuando la monitorización es externa, se utiliza una plataforma de un proveedor de servicios que se encuentra fuera de nuestra red (normalmente es una red de equipos distribuida por todo el mundo). 
La monitorización externa es mucho más fiable, puesto que es independiente de los problemas que puede haber dentro de la red donde se encuentra el equipo a vigilar. Otra razón que apoya su mayor fiabilidad es que los sistemas comerciales cuentan con sistemas compuestos por servidores distribuidos por todo el mundo y, por tanto, menos sensibles a problemas puntuales en alguna de las redes donde se encuentran instalados.

## Protocolos
Los protocolos más habituales son: para la navegación por internet (HTTP, HTTPS), para el correo electrónico (SMTP, POP3, IMAP), para obtener métricas sobre el hardware el Protocolo simple de administración de red, para acceso a servicios multimedia (RTSP), o  para el acceso a bases de datos (como MySQL, SQL Server, Oracle o Sybase).

## Notificación
Estos sistemas permiten el envío de alertas tan pronto como se detecta algún error. Estas alertas pueden entregarse por SMS, correo electrónico, WAP Push o mensajería instantánea.